# Ali Yahia Abdennour
Ali Yahia Abdennour (en árabe: علي يحيى عبد النور‎; 18 de enero de 1921-25 de abril de 2021) fue un abogado, político y activista de derechos humanos argelino.

## Educación y primeros años
Ali Yahia Abdennour nació el 18 de enero de 1921, en el pueblo Lemkherda, en el distrito de Taqa de la ciudad de Aït Yahia, el cual es ahora wilaya de Tizi Ouzou, el cual era parte de la Argelia francesa. Hizo su educación primaria en Tizi Ouzou y acabó sus estudios secundarios en Médéa.

## Juventud y la Guerra argelina
Abdennour llegó a ser profesor y fue asignado por cuatro años a Affreville, hoy Khemis Miliana, lugar de nacimiento del futuro comandante de Wilaya IV Si M'hammed Bougara a quien más tarde conoció en la clandestinidad. En 1943 fue mobilizado por la Alianza que se hizo cargo de Argelia desde la Francia de Vichy. Fue condecorado el año siguiente .
En 1945, se unió al Movimiento para el Triunfo de Libertades Democráticas del Partido Popular de Argelia en el tiempo de la guerra de Argelia, aunque dejó el partido durante la crisis Berber en 1949.
En 1955, Ali Yahia Abdennour se unió al FLN. En 1956, fue detenido y más tarde fue sentenciado a arresto domiciliario, de 1957 a 1960. Luego de su liberación en 1961, Ali Yahia Abdennour llegó a ser secretario general del UGTA (Unión General de Trabajadores Argelinos). Después de la independencia, fue elegido diputado por los Wilaya de la Provincia de Tizi Ouzou. En 1963 se unió a la rebelión de Husein Aït Ahmed y más tarde estuvo contra Ahmed Ben Bella.

## Ministro, abogado, y activista de derechos humanos
Ali Yahia Abdennour llegó a ser Ministro de Transporte y Trabajos Públicos, luego Ministro de Agricultura y Reforma Agraria por un año en el gobierno de Houari Boumédiène, entre 1965 y 1968. Después de estudiar leyes, llegó a ser abogado. Fue arrestado en 1983 y liberado en 1984.
En 1985, dos grupos de Algiers, uno liderado por Omar Ménouar y el grupo de Tizi Ouzou representado por Ali Yahia Yahia, compitieron por controlar la Liga de Derechos Humanos de Argelia, la cual aún no estaba oficialmente establecida. Ali Yahia Abdennour no podía ser elegido presidente, porque era percibido como cercano al movimiento Berber. Ali Yahia formó otra liga inmediatamente, pero podía ser arrestado. Según las autoridades argelinas, no tenía ninguna aprobación.
Después de que la Liga de Derechos Humanos de Argelia fue establecida por las autoridades argelinas en 1987 y presidida por el abogado Miloud Brahimi, Ali Yahia fue elegido presidente Honorario de la Liga para la Defensa de los Derechos Humanos de Argelia (LADDH), la cual fundó junto a Saïd Saadi y Arezki Ait Larbi.
Ali Yahia Abdennour se opuso a la interrupción del proceso electoral de 1991 y defendió a algunos de los dirigentes del FIS . En 1994, participó en la conferencia Sant' Egidio en Roma. En 2011, participó en la Coordinación Nacional para el Cambio y la Democracia.
El 8 de octubre de 2017, junto a Ahmed Taleb Ibrahimi y Rachid Benyelles declararon el estado de incapacidad del Presidente Abdelaziz Buteflika, quién había sido afectado por un accidente cerebrovascular.
El 20 de mayo de 2018, perdió a su hijo mayor, el cirujano Amokrane.

## Movimiento "Hirak"
El 18 de mayo de 2019, en medio de las protestas argelinas de 2019-2020 junto con Ahmed Taleb Ibrahimi y Rachid Benyelles pidieron aplazar la elección presidencial argelina de 2019 y buscar un diálogo entre el ejército y representantes de los manifestantes para obtener una transición política.
El 15 de octubre, Abdennour y muchas otras personalidades, incluyendo el jefe de gobierno anterior Ahmed Benbitour, el ministro anterior de Asuntos Exteriores Ahmed Taleb Ibrahimi, el ministro anterior de Cultura Abdelaziz Rahabi y el ministro anterior de Educación Ali Benmohamed, así como el abogado Abdelghani Badi y los académicos Nacer Djabi y Louisa Ait Hamadouche pidieron "una nueva lectura de la realidad", con la salida de los dignatarios del régimen, así como la participación ciudadana en una elección presidencial después del diálogo.
El 10 de diciembre, con otras 18 personalidades, incluyendo Ahmed Taleb Ibrahimi, el adversario Mustafa Bouchachi Ali Benmohamed, Abdelaziz Rahabi, Ahmed Benbitour, Abdelghani Badi, también Nacer Djabi y Louisa Ait Hamadouche, pidieron permitir al pueblo votar.

## Muerte
Falleció el 25 de abril de 2021 a la edad de 100 años.

## Mandatos
- Miembro de la Asamblea Constituyente (1962-1964)
- Parlamentario (1964-1965)
- Ministro de Transporte y Trabajos Públicos (1965-1966)
- Ministro de Agricultura y Reforma Agraria (1966-1968)